# فرانك مارشال (ملحن)
فرانك مارشال (بالإسبانية: Frank Marshall)‏ هو ملحن وعازف بيانو إسباني، ولد في 28 نوفمبر 1883 في ماتارو في إسبانيا، وتوفي في 29 مايو 1959 في برشلونة في إسبانيا.